# Fountainhead-Orchard Hills
Fountainhead-Orchard Hills és una concentració de població designada pel cens dels Estats Units a l'estat de Maryland. Segons el cens del 2000 tenia 3.844 habitants.

## Demografia
Segons el cens del 2000, Fountainhead-Orchard Hills tenia 3.844 habitants, 1.546 habitatges, i 1.119 famílies. La densitat de població era de 388,5 habitants/km².
Dels 1.546 habitatges en un 27,7% hi vivien nens de menys de 18 anys, en un 62,8% hi vivien parelles casades, en un 6,5% dones solteres, i en un 27,6% no eren unitats familiars. En el 23,9% dels habitatges hi vivien persones soles el 14,9% de les quals corresponia a persones de 65 anys o més que vivien soles. El nombre mitjà de persones vivint en cada habitatge era de 2,4 i el nombre mitjà de persones que vivien en cada família era de 2,81.
Per edats la població es repartia de la següent manera: un 21,6% tenia menys de 18 anys, un 4,6% entre 18 i 24, un 22,8% entre 25 i 44, un 27,3% de 45 a 60 i un 23,7% 65 anys o més.
L'edat mediana era de 46 anys. Per cada 100 dones de 18 o més anys hi havia 90 homes.
La renda mediana per habitatge era de 49.648 $ i la renda mediana per família de 60.840 $. Els homes tenien una renda mediana de 38.636 $ mentre que les dones 26.905 $. La renda per capita de la població era de 27.552 $. Entorn de l'1,7% de les famílies i el 3,1% de la població estaven per davall del llindar de pobresa.

## Poblacions més properes
El següent diagrama mostra les poblacions més properes.